# Terara (plaats)
Terara is een bestuurslaag in het regentschap Oost-Lombok van de provincie West-Nusa Tenggara, Indonesië. Terara telt 8687 inwoners (volkstelling 2010).